# Conte di Albemarle
Conte di Albemarle (Earl of Albemarle in inglese) è un titolo ereditario della nobiltà inglese della parìa inglese.
Il termine Albemarle è la forma latina della contea francese di Aumale.

## Storia
Nel 1697 il re Guglielmo III creò Arnold Joost van Keppel, conte di Albemarle, nel Pari d'Inghilterra. Fu nominato barone Ashford e visconte Bury. Il motivo della scelta di questo titolo era il fatto che, i Keppels non avevano nessun possedimento territoriale nelle Isole britanniche. Gli succedette il suo unico figlio, il secondo conte. Egli fu generale dell'esercito e governatore della Virginia e come ambasciatore in Francia. Albemarle County, in Virginia, è stata così chiamata in suo onore. Si sposò con Lady Anne Lennox, figlia di Charles Lennox, I duca di Richmond, figlio illegittimo di Carlo II.
Suo figlio maggiore, il terzo conte, fu anche un comandante militare di successo, meglio conosciuto come comandante in capo dell'invasione e occupazione de L'Avana e della parte occidentale di Cuba nel 1762. Gli succedette il figlio, il quarto conte. Ha servito come Master of the Buckhounds e come Magister equitum. Il suo secondo, ma figlio maggiore superstite, il quinto conte, fu un soldato e combatté nella battaglia di Waterloo in età precoce. In seguito ha rappresentato Arundel nella Camera dei Comuni. Non ebbe figli e gli succedette il fratello minore, il sesto conte. Egli combatté a Waterloo e fu promosso a generale. Fu un deputato per East Norfolk e Lymington.
Il suo unico figlio, il settimo conte, era un soldato e politico, ricoprendo incarichi minori sotto Lord Palmerston e Lord Russell (1859-1866). 
Nel 1876 entrò nella Camera dei lord. In precedenza aveva aderito al Partito Conservatore e servì sotto Benjamin Disraeli e Lord Salisbury come sottosegretario di Stato per la Guerra. Gli succedette il figlio maggiore, l'ottavo conte. Era un colonnello dell'esercito e rappresentò brevemente Birkenhead in Parlamento. A partire dal 2010 i titoli sono detenuti dal suo pronipote, il decimo conte, che succedette al nonno nel 1979. Lord Albemarle è il pro-pro-pro-pro-nipote do Elizabeth Southwell, figlia di Edward Southwell, XX barone di Clifford e moglie del quarto conte di Albemarle.
Diversi altri membri della famiglia Keppel hanno conseguito distinzioni. Augustus Keppel, I visconte Keppel, secondo figlio del secondo conte, era un comandante navale di primo piano. William Keppel, terzo figlio del secondo conte, era un tenente generale nell'esercito. Il Reverendo Frederick Keppel, quarto figlio del secondo conte, fu vescovo di Exeter. Sir Henry Keppel, quarto figlio del quarto conte, era un ammiraglio della Royal Navy. Sir Derek Keppel, secondo figlio del settimo conte, era un soldato e membro di spicco della famiglia reale. George Keppel, terzo figlio del settimo conte, era il marito di Alice Edmondstone, la più nota delle amanti di re Edoardo VII, e il padre di (anche se la sua paternità è stata messa in discussione), della scrittrice e socialista Violet Trefusis e di Sonia, la baronessa Ashcombe. Quest'ultima era la nonna di Camilla, duchessa di Cornovaglia.

## Conti di Albemarle (1697)
- Arnold Joost van Keppel, I conte di Albemarle (1670-1718)
- Willem van Keppel, II conte di Albemarle (1702-1754)
- George Keppel, III conte di Albemarle (1724-1772)
- William Keppel, IV conte di Albemarle (1772-1849)
- Augustus Keppel, V conte di Albemarle (1794-1851)
- George Keppel, VI conte di Albemarle (1799-1891)
- William Keppel, VII conte di Albemarle (1832-1894)
- Arnold Keppel, VIII conte di Albemarle (1858-1942)
- Walter Keppel, IX conte di Albemarle (1882-1979)
- Rufus Keppel, X conte di Albemarle (1955)